# Charlie Shotwell
Charlie Shotwell (Madison, 17 luglio 2007) è un attore statunitense. Ha iniziato a recitare all'età di sei anni, il suo primo ruolo è stato il giovane Nai Cash nel film commedia-drammatico del 2016 Captain Fantastic. È conosciuto come il protagonista del film horror di Netflix Eli, come Joseph nella commedia Troop Zero e come Morbius da bambino nell'omonimo film.

## Biografia

### Vita privata
Charlie Shotwell ha tre fratelli, che sono anche attori: Jimmy e Henry Shotwell, e una sorellastra, Shree Crooks, che è la figlia di Greg Crooks. Hanno lavorato insieme recitando nel primo episodio di Staged Dad

## Filmografia

### Cinema
- Man Down, regia di Dito Montiel (2015)
- Captain Fantastic, regia di Matt Ross (2016)
- Il castello di vetro (The Glass Castle), regia di Destin Daniel Cretton (2017)
- My Days of Mercy, regia di Tali Shalom Ezer (2017)
- Tutti i soldi del mondo (All the Money in the World), regia di Ridley Scott (2017)
- The Nightingale, regia di Jennifer Kent (2018)
- Equipaggio zero (Troop Zero), regia di Bert & Bertie (2019)
- Eli, regia di Ciaran Foy (2019)
- The Nest - L'inganno (The Nest), regia di Sean Durkin (2020)
- John and the Hole, regia di Pascual Sisto (2021)
- Morbius, regia di Daniel Espinosa (2022)

### Televisione
- The United Colors of Amani – serie TV, episodio 2x02 (2014)
- The Comedians – serie TV, episodi 1x04-1x09-1x13 (2015)
- Still Single, regia di Danielle Bisutti e Stefan Colson – film TV (2016)
- Dr. Del, regia di Katie Jacobs – film TV (2016)
- Chicago Justice – serie TV, episodio 1x08 (2017)
- Borrasca – serie TV, episodi 1x01-1x02 (2020)

## Doppiatori italiani
Nelle versioni in italiano delle opere in cui ha recitato, Charlie Shotwell è stato doppiato da:
- Giulio Bartolomei in Chicago Justice, Tutti i soldi del mondo
- Gabriele Meoni in Captain Fantastic
- Teo Caprio in Eli
- Lorenzo Virgilii in The Nest - L'inganno

## Riconoscimenti
- 2017: Nomination Screen Actors Guild Awards 2017 per il miglior cast per Captain Fantastic[4]